# Metronom
Metronom je sprava koja pokazuje brzinu izvođenja nekoga glazbenog djela. Metronom otkucava zvučnim signalom broj njihaja u minuti (40 do 200) i označava pravilan ritam protoka takozvanog objektivnoga vremena. Mehanički metronom patentirao je 1816. Johann Nepomuk Mälzel, a danas uz taj standardni postoje elektronički i džepni metronomi. Metronomske oznake, to jest skladateljevi naputci o brzini izvođenja djela, bilježe se od Beethovenove Osme simfonije iz 1817. Većina skladatelja uz oznaku tempa piše i metronomsku oznaku. Ona označava broj udaraca u minuti, a označava se slovima MM i brojem koji predstavlja broj udaraca u minuti.

## Primjeri metronomskih oznaka
- Polagani tempo MM = 40-76
- Umjereni tempo MM = 76-120
- Brzi tempo MM = 120-200